# Outaouais

Outaouais läge i Québec.

Outaouais är en administrativ region i västra Québec i Kanada. Den är uppkallad efter Ottawafloden och ottawaerna (Outaouais på franska). Den södra delen av regionen, runt regionens största stad Gatineau, ingår i Kanadas huvudstadsregion. Andra städer är Gracefield, Thurso och Maniwaki. Regionen omfattar 30 760,05 km² och hade 341 096 invånare vid folkräkningen 2006.
Outaouais gränsar i nordväst till Abitibi-Témiscamingue, i öster till Laurentides och i söder till Ontario, längs Ottawafloden. Regionen är i hög grad tvåspråkig.

## Administrativ indelning
I Outaouais finns fyra sekundärkommuner (municipalités régionales de comté), en stad med sekundärkommunala befogenheter (Gatineau) och två indianreservat (Kitigan Zibi och Lac-Rapide). Indianreservaten hör inte till någon sekundärkommun men räknas till La Vallée-de-la-Gatineau i bland annat folkräkningssammanhang.

### Municipalités régionales de comté
- La Vallée-de-la-Gatineau (centralort Gracefield)
- Les Collines-de-l'Outaouais (centralort Chelsea)
- Papineau (centralort Papineauville)
- Pontiac (centralort Campbell's Bay)